# 담양 유종헌 가옥
담양 유종헌 가옥(潭陽 柳宗憲 家屋)은 대한민국 전라남도 담양군 창평면 해곡리에 있는, 문화 유씨의 종가이다. 1992년 11월 30일 전라남도의 문화재자료 제192호로 지정되었다.

## 개요
문화 유씨의 종가이다. 정간공 우석헌이 태어난 곳이기도 하며 송강 정철이 혼인을 하였던 장소이기도 하다.
지은 시기를 자세히 알 수 없으나 기록에 따르면 인조 25년(1647)에 크게 고쳐 지었고, 1919년에는 안채의 구조가 바뀌었다고 한다.
원래 정침(안채)의 구조는 ㄷ자형이었으나, 현재는 ㅡ자형인데 그 구성은 왼쪽에서부터 부엌·안방·대청 2칸·방 순으로 되어 있다. 지붕은 옆면에서 볼 때 여덟 팔(八)자 모양을 한 팔작지붕으로 꾸몄다.
안채를 중심으로 동북쪽으로 가묘가 있어 조선시대 양반가의 배치 특성을 잘 나타내고 있다.

## 참고 문헌
- 담양유종헌가옥 - 국가유산청 국가유산포털